# Секретарюк, Вячеслав Васильевич
Вячеслав Васильевич Секретарюк (укр. В’ячеслав Васильович Секретарюк; 26 сентября 1938 года, Гуровка Долинского района — 25 августа 2004 года) — партийный деятель Украинской ССР.
Член КПСС с августа 1961 года, член ЦК КПСС (1990).
Депутат Верховного совета УССР 9—11 созывов.
Профессор, доктор экономических наук (1997). Автор 4 монографий, большого количества научных публикаций.

## Биография
Родился в семье сельских интеллигентов, которая после войны переехала во Львов.
Среднюю школу окончил с отличием. Окончил энергетический факультет Львовского политехнического института (1955—1960), инженер-электрик.
В 1975—1980 гг. председатель Львовского городского исполнительного комитета.
В 1980—1987 гг. работал первым секретарём Львовского городского комитета Компартии Украины.
С июня 1987 г. по апрель 1990 г. директор НИИ бытовой радиоэлектронной аппаратуры Минрадиопрома СССР в г.Львов.
С 14 апреля 1990 г. по август 1991 г. — 1-й секретарь Львовского областного комитета КП Украины.
В период запрета компартии входил в неофициальную инициативную группу по её воссозданию на Украине. Сергей Иванович Аксёненко вспоминал, что фамилия Секретарюка называлась в числе кандидатов на пост первого секретаря ЦК КПУ при восстановлении последней.
В 1995—2004 годах возглавлял Фонд региональных социально-политических и экономических исследований «Злука», также в 1997—2004 годах начальник Западноукраинского филиала госпредприятия «Укроборонсервис».
Доктор экономических наук, диссертация «Социально-экономические аспекты формирования рынка труда в условиях становления рыночной экономики» (1997).
Похоронён на Лычаковском кладбище г. Львова.
Награждён орденами Октябрьской Революции, Трудового Красного Знамени, 2 орденами «Знак Почёта», медалями.

## Вклад в развитие г. Львова
- Комсомольское озеро,
- водопровод,
- современные путепроводы,
- масштабное жилищное строительство,
- реконструкция Оперного театра,
- новые школы,
- кинотеатры,
- дошкольные учреждения,
- восстановление памятников старины,
- сооружение памятников,
- создание музеев (Городской арсенал, музей «Русалки Днестровой», Олеський замок),
- историко-архитектурный заповедник,
- начало строительства Дворца искусств.

## Публикации
- Секретарюк В. В. Рынок труда в переходный период: вопросы теории, методологии, практики / Вестник Международного Славянского Университета. — 1998. — т.1, № 2. — ч1. -С.47-54.
- Секретарюк В. В.: Нова влада, як нове масло — легко намазується, але масла не містить… газета «Вільна Україна» (1. Красиве місто не може бути бідним. 2. «Промисловий монстр» — це мільярди для старого Львова 3. Час руйнує. Люди — бережуть)
- Секретарюк В. В., Мельникова Н. В. Некоторые размышления по поводу работы Р. В. Манекина «Украина и Россия. Что делать?» — «Евразийский вестник». Журнал теории и практики евразийства, № 16, — М., 17.04.01.

## Книги
- Мочерный С. В., Симоненко В. К., Секретарюк В. В., Устенко А. А. Экономическая теория.- К.: Знання, 2003.- 664с.
- Мочерный С. В., Симоненко В. К., Секретарюк В. В., Устенко А. А. Основы экономической теории.- К: Знання, 2000.- 607с. ISBN 966-620-031-7
- Мочерный С. В., Некрасов В. Н., Овчинников В. Н., Секретарюк В. В. Экономическая теория: Учебник для вузов. — М.: ПРИОР, 1999. — 411с.
- Історія Львова: Львів епохи феодалізму. Львів епохи капіталізму. Львів радянський / Ін-т суспіл. наук АН УРСР; Ред. кол.: В. В. Секретарюк (відп. ред.), Ю. Ю. Сливка, Ф.І.Стеблій [та ін.]. — К.: Наукова думка, 1984. — 411, [3] с.: іл. + 7 л. фото кольор. — Бібліогр. в прим.